# La red (documental)
La red es un documental colombiano de 2024 dirigido por Juan David Cortés Hernández. El filme aborda la historia de la Red Comunitaria Trans, una organización que trabaja por los derechos de la comunidad trans en Colombia. Se estrenó en las salas de cine del país el 21 de noviembre de 2024.

## Sinopsis
El documental revisa la trayectoria de la Red Comunitaria Trans, una organización con sede en el barrio Santa Fe de Bogotá que fue creada en 2012 con el propósito de generar estrategias para mitigar el impacto de la violencia y exclusión hacia las personas que hacen parte del colectivo trans en el país. De acuerdo con el portal de RTVC, La red «muestra de manera cercana y abierta toda una red de apoyo que se ha ido tejiendo y nutriendo alrededor del trabajo y el arte de la comunidad trans y de todo su gremio».

## Producción
La película documental La red fue dirigida por Juan David Cortés Hernández, quien ya había realizado algunos trabajos audiovisuales de la fundación.  El cineasta afirmó acerca del origen del filme: «El sentido de contar esta historia surge durante la planeación de la cuarta versión de La Marcha del Orgullo Trans de la Red Comunitaria Trans [...] Podemos concluir que el arte es una de las herramientas más poderosas para transformar los pensamientos, para mostrarle al mundo la discriminación e indiferencia. Para conectarnos y fortalecer el trabajo en Red».
Cortés Hernández ofició además como coproductor junto con Daniela Maldonado Salamanca y se encargó de la dirección de fotografía y del montaje. La música fue aportada por Miguel Navas. El elenco estuvo conformado por integrantes de la Red Comunitaria Trans. El documental contó además con el estímulo de distribución del Fondo para el Desarrollo Cinematográfico (FDC).

## Estreno
Estrenado oficialmente el 21 de noviembre de 2024 en algunas salas de cine colombianas, en la Cinemateca de Bogotá y en el Museo de Arte Moderno de Medellín, el filme contó con la distribución de la Agencia de Promoción DOC:CO.  Previamente había sido presentado en el marco del Festival de Cine Miradas de Medellín (2023) como una antesala para miembros de la comunidad trans.
A nivel internacional, el documental fue exhibido el 23 de junio de 2025 en la Cineteca Nacional de México.